# Burrel
Burrel er en by i det nord-centrale Albanien, med et indbyggertal på ca.10.862(2011). Byen er hovedstad i distriktet Mat, og ligger 91 kilometer fra Albaniens hovedstad Tirana.